# In concerto (Le Orme)
In concerto è un album del gruppo musicale Le Orme pubblicato nel 1974. 

## Descrizione
Fu uno dei primissimi album live pubblicati in Italia.
Il 17 ed il 18 gennaio 1974 Le Orme si esibirono al Teatro Brancaccio di Roma in quattro concerti, pomeridiani e serali. Le esibizioni vennero registrate, come tutti i precedenti concerti, da un dirigente italiano della Phonogram, Ronny Thorpe, il quale propose di ricavarne un album dal vivo. Il gruppo, inizialmente contrario all'idea, fu convinto dalla promessa poi non mantenuta di vendere il disco a prezzo ridotto. Dalla versione finale del disco furono eliminati molti brani mal registrati, in quanto ottenuti con solo quattro microfoni ed un registratore a bobine TEAC. Si riuscì comunque a salvare l'inedito Truck of Fire, cantato in inglese e mai inciso in studio e l'assolo di batteria di Michi Dei Rossi. Detto assolo in realtà era stato eseguito in La porta chiusa, ma non potendo utilizzare tutto il brano per la pessima qualità della registrazione, venne tagliato e incollato alla fine della prima parte di Truck of fire. 
Il repertorio si compone essenzialmente di una serie di improvvisazioni inedite e di alcuni brani dell'album Collage edito tre anni prima. Le esecuzioni dei pezzi tratti dalla discografia risultano notevolmente semplificate rispetto alle registrazioni in studio dato il fatto che all'epoca il gruppo si esibiva solo in formazione triangolare.

## Tracce
1. Truck of Fire (Part. I) (strumentale) - 17:45
2. Truck of Fire (Part. II) - 5:03
3. Sguardo verso il cielo - 4:21
4. Preludio a Era inverno - 5:09
5. Era inverno - 6:53
6. Ritorno al nulla - 3:25
7. Collage (sigla) (strumentale) - 1:13
8. Collage - 3:26